# Ocean Builder I (schip, 1975)
De Ocean Builder I was een pijpenlegger en kraanschip die in 1957 bij de Fairfield Shipbuilding and Engineering Company als ertstanker Cuyahoga werd gebouwd voor Torvald Klaveness.
In 1972 nam Tankore Corporation het schip over als Santos. In 1974 nam Amoco het schip over, dat daarna door A.G. Marine Company, een samenwerkingsverband van Amoco en De Groot Offshore, werd omgebouwd tot kraanschip en pijpenlegger Ocean Builder I. De ombouw vond plaats bij Boele in Bolnes, voor wie het de vijfde ombouw naar een kraanschip was na de Challenger, Orca, Thor en Blue Whale. Het schip werd verbreed om zo de stabiliteit te verbeteren en uitgerust met tien ankerlieren. Bij RDM werd een kraan geplaatst van 2000 shortton van American Hoist. Houston Systems plaatste daarnaast een pijpenlegsysteem, waarna het 4 oktober 1975 werd opgeleverd.
De eerste opdracht was het plaatsen van een dek op een platform van Pennzoil op het Nederlandse plat. Het was met de Thor het grootste kraanschip op dat moment, maar de Ocean Builder I had achter de kraan op het achterschip nog een accommodatie staan, wat het onmogelijk maakte om een zware hijs uit te voeren over het achterschip, wat de toepassingen beperkte, aangezien dwarsscheepse stabiliteit bij schepen kleiner is dan langsscheepse stabiliteit.
In 1979 nam Brown & Root het schip over. In 1983 werd het ingezet bij de installatie van de guyed tower Lena van Exxon met de Atlas I en Apache. Waar deze laatste twee uitgerust waren met een dynamisch positioneringssysteem, moest de Ocean Builder I zich nog met ankers positioneren.
In 1988 nam OPI het schip over. OPI ging in 1995 samen met McDermott dat daarmee het schip in handen kreeg. Eind 2001 werd besloten het schip te slopen, wat uiteindelijk in 2003 in New Orleans gebeurde.